# Đông Ninh, Mẫu Đơn Giang
Đông Ninh (chữ Hán giản thể: 东宁市) âm Hán Việt: Đông Ninh thị) là một thành phố cấp huyện thuộc địa cấp thị Mẫu Đơn Giang, tỉnh Hắc Long Giang, Cộng hòa Nhân dân Trung Hoa. Tên cũ là Đông Ninh Thính. Thành phố này giáp với khu vực viễn đông của Nga, có diện tích 7368 km², dân số 210.000 người. Mã số bưu chính của Đông Ninh là 157200. Chính quyền nhân dân thành phố Đông Ninh đóng tại trấn Đông Ninh. Thành phố này được chia thành 5 trấn, 1 trấn dân tộc, 4 hương. Các đơn vị này được chia ra 150 thôn hành chính.
- Trấn: Đông Ninh, Tuy Dương, Lão Hắc Sơn, Đại Đỗ Xuyên, Đạo Hà.
- Trấn dân tộc Triều Tiên Tam Xóa Khẩu.
- Hương: Cộng Hòa, Kim Hán, Hoàng Nê Hà, Nam Thiên Môn.